# 26938 Jackli
26938 Jackli è un asteroide della fascia principale. Scoperto nel 1997, presenta un'orbita caratterizzata da un semiasse maggiore pari a 2,2477766 UA e da un'eccentricità di 0,1140159, inclinata di 4,14251° rispetto all'eclittica.